# اصطناع متعقم
اصْطِنَاعٌ مُتَعَقِّم (بالإنجليزية: Aseptic Processing) هي تقنية معالجة يُعبأ فيها المنتج السائل المعقم حراريًا (عادةً ما يكون طعامًا أو دواءً) في عبوات مُعقمة مسبقًا، وذلك تحت ظروف معقمة بالكامل، بهدف إنتاج منتجات مستقرة لا تحتاج إلى التبريد. لقد استبدل اصطناع متعقم محل التعقيم داخل العبوة بشكل شبه كامل فيما يخص الأطعمة السائلة.
تتضمن المعالجة المعقمة ثلاث خطوات أساسية: التعقيم الحراري للمنتج، تعقيم مواد التعبئة والتغليف، الحفاظ على التعقيم أثناء التعبئة. ولضمان التعقيم التجاري، يجب على منشآت المعالجة المعقمة الاحتفاظ بوثائق تشغيل مفصلة تُظهر أن الظروف المعقمة تم تحقيقها والحفاظ عليها في جميع أجزاء المنشأة. أي خرق للجدول المقرر لعملية المعالجة أو التعبئة يعني أن المنتج المتأثر يجب أن يُتلف، أو يُعاد معالجته، أو يُفصل ويُحتجز لإجراء تقييم إضافي. بالإضافة إلى ذلك، يجب تنظيف نظام المعالجة والتعبئة وتعقيمه من جديد قبل استئناف العمليات. أما معدات التعبئة ومواد التغليف، فيتم تعقيمها باستخدام وسائط مختلفة أو مزيج منها مثل: البخار المشبع، البخار المحمّى، بيروكسيد الهيدروجين مع الحرارة، أو غيرها من المعالجات.